# Last Days in the Desert
Last Days in the Desert  es una película de drama y religión dirigida y escrita por Rodrigo García Barcha y protagonizada por Ewan McGregor, Tye Sheridan, Ciarán Hinds y Ayelet Zurer de 2015. Es una película acerca de la tentación de Jesús que fue estrenada en el Sundance Film Festival el 25 de enero de 2015.

## Reparto
- Ewan McGregor como Jesús de Nazaret y Diablo.
- Tye Sheridan como Hijo.
- Ciarán Hinds como Padre.
- Ayelet Zurer como Madre.

## Argumento
La película sigue a Jesús y al diablo en la odisea de Jesús por el desierto.

## Producción
El 1 de febrero de 2014, el director de fotografía Emmanuel Lubezki le contó a Deadline que iba a trabajar en una película en el desierto con su amigo Rodrigo García y Ewan McGregor, él dijo: "Es un minúsculo hermoso extraordinario guión, que Rodrigo escribió que nosotros vamos agrabar en cinco semanas." El 5 de febrero de 2014 los actores Ewan McGregor y Tye Sheridan se unieron al elenco de película, McGregor interpreta el doble papel de un hombre santo y un demonio. La película está escrita y dirigida por Rodrigo García, mientras que Division de Films y Mockingbird Pictures produjeron la película. Ayelet Zurer y Ciarán Hinds desempeñan los roles de los padres del personaje de Sheridan. La película se estrenó en el Festival de Cine de Sundance de 2015.

## Recepción
En el sitio web Rotten Tomatoes la cinta cuenta con un 75% de índice de audiencia aprobatorio basado en 56 reseñas. El consenso del sitio afirma: "La película ofrece suficiente majestuosidad y exploración espiritual para compensar una narrativa ocasionalmente ambigua". En Metacritic, la película tiene una puntuación de 68 sobre 100 basada en 19 reseñas, indicando "críticas generalmente favorables".